# Massacre pour une orgie
Pour plus de détails, voir Fiche technique et Distribution.
Massacre pour une orgie est un film français policier érotique réalisé par Jean-Pierre Bastid, sorti en 1966.

## Synopsis
Enquête sur trois meurtres qui nous conduit tout droit dans un réseau caché, où le commerce de la drogue est à la première place. Kidnapping de jeunes femmes, qu'on drogue et revend à des maisons closes. Entre le voyou borgne, le sadique, le blanchisseur d'argent et le grand patrons on est face à des profils aussi atypiques les uns que les autres, et petit à petit le filet des flics se ferme.

## Fiche technique
- Titre original : Massacre pour une orgie
- Titre alternatif : Esclaves pour une orgie
- Réalisation : Jean-Pierre Bastid, assisté de Christian Saramia et Frédéric Vitoux
- Scénario et adaptation : Jean-Pierre Bastid (pseudonyme : Jean-Loup Grosdard), Guy Freising et Chris Pentel
- Photographie : Jean-Jacques Renon
- Montage : Claude Izner (pseudonyme : Lulu Brick)
- Musique : Glenn Buschmann
- Son: Bob Cresse
- Production : Henry Lange et Gilbert Wolmark
- Durée du film : 82 minutes (1 h 22 min)
- Date de sortie : 
  - France : mai 1966 (Festival de Cannes)

## Distribution
- Joël Barbouth : Mecky
- Émilie Benoît (pseudonyme : Syd Phyllo) : Véra
- Willy Braque : Willy
- Pierre Cabanne : Miarkos
- Beatrice Cenci : Dédée
- Jean Dumaine : Alfredo
- José Díaz : capitaine Joe
- Florence Giorgetti : Florence
- Dany Jacquet : Janine
- Nicole Karen : Barbara
- Sylvain Lévignac (pseudonyme : Sylvain) : un homme du capitaine Joe
- Gaston Meunier : le commissaire
- Maria Mynh : Mitsuko
- Krista Nell (pseudonyme : Christa Nelli) : Marion
- Jean-Pierre Pontier : inspecteur Jean-Pierre Lebrun
- Valentine Pratz : Nicole
- Jean Tissier : un mari au bar
- Gilbert Wolmark (pseudonyme: Moshe Kramlow) : Zucker
- Frédéric Vitoux (non crédité)

## Autour du film
- Massacre pour une orgie a été produit au Luxembourg pour ne pas être confronté à la législation française[1]. Le film sera censuré en France l'année de sa sortie.
- Au festival de Cannes des extraits du films sont montrés. Les membres de l'équipe du tournage sont interviewés et mettent en scène une simulation de meurtre lors de la montée des marches du festival, un homme s'enfonce des aiguilles à tricoter dans le bras et Jean-Pierre Bastid est filmé simulant le meurtre de quatre personnes du tournage et de lui-même[2].
- En 2010, lors de sa carte blanche à la Cinémathèque française, Jean-Pierre Bastid présente divers films dont Massacre pour une orgie[3].